# Mödringkogel
Mödringkogel är en bergstopp i Österrike.   Den ligger i distriktet Murtal och förbundslandet Steiermark, i den centrala delen av landet, 160 km sydväst om huvudstaden Wien. Toppen på Mödringkogel är 1 912 meter över havet. Mödringkogel ingår i Rottenmanner Tauern.
Terrängen runt Mödringkogel är varierad. Runt Mödringkogel är det ganska tätbefolkat, med 52 invånare per kvadratkilometer.. Närmaste större samhälle är Trieben, 14,4 km norr om Mödringkogel. 
I omgivningarna runt Mödringkogel växer i huvudsak blandskog.